# Pupina difficilis
Pupina difficilis es una especie de molusco gasterópodo terrestre de la familia Pupinidae en el orden de los Mesogastropoda.

## Distribución geográfica
Es endémica de Palaos.  